# 保谷俊夫
保谷 俊夫（ほうや　としお、1948年4月10日 - 2010年7月3日）は、東京都出身のプロ野球選手（投手）。

## 来歴・人物
東京都出身。日大一高では投手として、桜井憲とともに左右の二本柱となる。1966年の春季関東大会決勝で浅野高を降し優勝、この試合では先発を任され桜井につなぐ。夏の甲子園東京都予選では6回戦で敗退。182cmの長身から投げ降ろす速球には威力があった。他の高校同期に捕手の村上修（富士重工業）がいた。
1966年第1次ドラフト会議で阪急ブレーブスから4位指名を受け入団。7年間で一軍登板はなく、1973年限りで引退。その後阪急・オリックスのスコアラーやマネジャーを歴任し、1994年からはファーム担当として若手育成に尽力し、2002年からオリックスの選手寮「青濤館」の寮長を務めていた。
2010年7月3日、神戸市内で脳幹出血のため急逝した。告別式には、前日の試合で共に快勝した1軍、2軍のウイニングボールが手向けとして添えられた。

## 詳細情報

### 年度別投手成績
- 一軍公式戦出場なし

### 背番号
- 37 （1967年 - 1973年）